# هنری لابوشر
هنری لابوشر (انگلیسی: Henry Labouchère؛ ‏ ۹ نوامبر ۱۸۳۱ – ۱۵ ژانویهٔ ۱۹۱۲) نویسنده، ناشر، مالک سالن نمایش و سیاستمدار اهل پادشاهی متحد بریتانیای کبیر و ایرلند در دوره ویکتوریا و دوره ادوارد بود. او امروزه به‌خاطر متمم لابوشر در یادها مانده‌است؛ قانونی که برای نخستین بار تمام فعالیت‌های همجنس‌گرایانهٔ مردان در بریتانیا را جرم‌انگاری کرد.
او در لندن و در خانواده‌ای از تبار اوگنو زاده شد و در کالج ایتن و کالج ترینیتی، کمبریج درس خواند و خودش بعدها گفت «با پشتکار و تداوم در [شرط‌بندی] مسابقات اسبدوانی نیومارکت شرکت کرد» و ظرف دو سال ۶۰۰۰ پوند را در قمار از دست داد. در آنجا به تقلب در یک امتحان متهم شد و به او مدرک تحصیلی ندادند. وی مدتی را به عنوان دیپلمات در واشینگتن، دی.سی.، استکهلم، فرانکفورت، سن پترزبورگ، درسدن و قسطنطنیه گذراند. با این حال، رفتارِ دیپلماتیک نداشت و در مواردی گستاخانه عمل می‌کرد. سرانجام در نامه‌ای خطاب به وزیر امور خارجه برای رد منصب پیشنهادی وی، زیاده‌روی کرد و نوشت: «باعث افتخار است که تصدیق کنم حکم انتصابم را که از سوی جنابعالی ارسال شده، دریافت کردم که در آن مرا از ارتقاء به سِـمَت دبیر دومی سفارت اعلیحضرت در بوئنوس آیرس مطلع کردید. خدمت‌تان عارضم که تنها در صورتی می‌توانم به نحو احسن انجام وظیفه کنم که دبیر دومی برای بادن-بادن باشد که در آن صورت آن را می‌پذیرم.» پس از ارسال این جوابیه، به‌طور مودبانه به او گفته شد که دیگر هیچ نیازی به خدمات او نیست.
یک سال پس از برکناری، لابوشر در انتخابات عمومی ۱۸۶۵ به عنوان نماینده پارلمان حزب لیبرال بریتانیا از وینزر انتخاب شد. با این حال، آن انتخابات بر اساس دادخواستی لغو شد و در آوریل ۱۸۶۷ او در یک انتخابات میان‌دوره‌ای به عنوان نماینده میدلسکس انتخاب شد. وی در انتخابات ۱۸۶۸ کرسی خود را با ۱۱۰ رای از دست داد و تا ۱۲ سال به مجلس عوام بازنگشت.
لابوشر در ۱۸۸۰ دوباره نماینده مجلس شد و سال ۱۸۸۴، قانونی را برای گسترش قوانین موجود علیه ظلم به حیوانات پیشنهاد کرد. لابوشر که مواضع آزادیخواهانه‌اش مانع از همجنس‌گراهراسی شدید وی نمی‌شد، در سال ۱۸۸۵، پیش نویس یک اصلاحیه قانون تحت عنوانِ متمم لابوشر را تهیه کرد و به عنوان یک قانون الحاقی در آخرین لحظه به لایحه پارلمانی که هیچ ارتباطی با همجنسگرایی نداشت، ارائه کرد. اصلاحیه او «بی‌عفتی فاحش» را غیرقانونی اعلام می‌کرد. لواط از پیش یک جرم محسوب می‌شد، اما متمم لابوشر اکنون هر گونه فعالیت جنسی بین مردان را جرم‌انگاری می‌نمود. ده سال بعد متمم لابوشر سبب شد نویسنده و شاعر نامدار ایرلندی اسکار وایلد تحت پیگرد قانونی قرار گیرد، که حداکثر مجازات دو سال حبس با کار شاقه را در پی داشت. لابوشر ابراز تأسف کرد که حکم وایلد سنگین و طولانی نبود و گفت ترجیح می‌داد حبس هفت ساله‌ای را که او در ابتدا در متمم پیشنهاد کرده بود برای وایلد در نظر می‌گرفتند.
از دههٔ ۱۸۸۰ دودستگی و اختلافاتی در حزب لیبرال بریتانیا پدیدار گشت. هنری لابوشر یک عضو رادیکال و تندروی حزب بود، حال آنکه اعضای دیگر، رویکردی ملایم‌تر داشتند. رهبر این حزب ویلیام یوئرت گلدستون نیز رویکردی میانه‌رو داشت. هنگامی که حزب لیبرال در دسامبر ۱۹۰۵ قدرت را دوباره در دست گرفت، نخست‌وزیر هنری کمبل-بنرمن هیچ سمت یا مقامی در کابینهٔ سیاسی به لابوشر نداد. این امر او را ناامید کرد - چرا که او از حامیان جدی کمبل-بنرمن بود - و یک ماه بعد از پارلمان کناره‌گیری کرد و تصمیم گرفت در انتخابات عمومی ۱۹۰۶ شرکت نکند. تنها پاداش سیاسی او از دولت جدید عضویت در شورای اختصاصی بود.
او باقی دوران بازنشستگی را در فلورانس گذراند و هفت سال بعد در آنجا درگذشت و ثروتی معادل نیم میلیون پوند استرلینگ برای دخترش دورا باقی گذاشت، که در آن زمان با کارلو، (تاجری از رودینی) ازدواج کرده بود.